# Блэй, Эдди
Эдвард «Эдди» Блэй (англ. Edward Blay; 9 ноября 1937, Аккра — 15 октября 2006, там же) — ганский боксёр лёгкой и полусредней весовых категорий, выступал за сборную Ганы в 1960-е годы. Участник двух летних Олимпийских игр, бронзовый призёр Игр в Токио, дважды чемпион Африки, дважды чемпион Игр Содружества, неоднократный победитель и призёр национальных первенств. После окончания карьеры в любительском боксе в период 1967—1975 успешно выступал на профессиональном уровне.

## Биография
Эдди Блэй родился 9 ноября 1937 года в городе Аккра. Первый успех пришёл к нему в 1960 году, когда он, находясь в лёгком весе, провёл ряд удачных боёв на внутреннем первенстве и удостоился права защищать честь страны на летних Олимпийских играх в Риме, где, тем не менее, проиграл в своём втором матче британцу Ричарду Мактаггарту. Два года спустя одержал победу на чемпионате Африки в Каире и завоевал титул чемпиона Игр Содружества, прошедших в Австралии.
В 1964 году Блэй сменил весовую категорию на полусреднюю, вновь занял первое место на африканском первенстве и съездил на Олимпиаду в Токио, где сумел дойти до стадии полуфиналов. Был побеждён именитым польским боксёром Ежи Кулеем и получил бронзовую олимпийскую медаль. В 1966 году поднялся на ещё одну весовую категорию, в первом среднем весе выиграл серебро на чемпионате Африки и во второй раз стал победителем Игр Содружества, после чего решил попробовать себя на профессиональном уровне.
Осенью 1967 года Эдди Блэй провёл свои первые профессиональные бои, причём уже в третьем поединке потерпел поражение от итальянца Альдо Мандоры. Затем одержал девятнадцать побед подряд, победная серия продолжалась до сентября 1970 года — Блэй проиграл ещё одному представителю Италии Сильвано Бертини. Дальнейшая его карьера развивалась с попеременным успехом, он преодолел нескольких серьёзных противников, дважды был претендентом на титул чемпиона Африки, но оба титульных боя провёл неудачно. В середине 1975 года потерпел два поражения подряд, после чего принял решение покинуть ринг. Умер от рака крови 15 октября 2006 года в Аккре.